# 戌亥信昭
戌亥 信昭（いぬい のぶあき、1942年1月10日 - ）は、日本の元騎手・元調教助手。
1962年に諏訪佐市厩舎からデビューしたものの、1966年の時点では戌亥信義厩舎に所属を移し、引退まで所属した。

## 経歴
1962年3月3日の中京第6競走5歳以上60万下・ローレツクス（7頭中7着）で初騎乗で果たし、翌4日の中京第2競走4歳以上未勝利・ゴールデンマサオーで初勝利を挙げる。
5月5日・6日の京都では初の2日連続勝利、7月7日の中京では初の1日2勝勝利を挙げるなど、1年目の1962年から初の2桁勝利で自己最多となる28勝をマーク。騎手リーディングでは16位の成績であった。
1962年から1970年まで9年連続2桁勝利を記録し、1967年には阪神牝馬特別で14頭中12番人気のワカシオでシーエース・ワカクモの桜花賞馬2頭を抑えて重賞初勝利を挙げ、同年は5年ぶりで最後の20勝台となる22勝をマーク。
1969年にはサンサードでタマツバキ記念・読売カップ（秋）、1970年にはシンコウダービーで読売カップ（春）を制覇。
1971年からはミリオンパラの主戦騎手として活躍し、全61戦に騎乗を挙げる。
1973年には天皇賞（春）で15頭中15番人気ながらハマノパレード・ランドプリンスに先着する6着、天皇賞（秋）は1番人気ハクホオショウがスタート直後に骨折を発症して競走を中止するハプニングが起きたが、9頭中7番人気のミリオンパラでタニノチカラから2馬身差の2着と健闘。戌亥はレース後に「あの天皇賞の坂上では、一瞬勝てるかと思った。でもゴール寸前ではタニノチカラの脚いろの方がよかったからなぁ。あのあたりが条件馬とオープン馬との違いだったのでしょう」と語っているが、タニノチカラに騎乗した田島日出雄は戌亥に「お前の馬に負けとったら俺、帰りの新幹線で飛び降りて死ななきゃならんかった」と話し掛けた。1975年の天皇賞（春）では4着馬からも9馬身離されたが、18頭中16番人気ながらナオキに先着する5着に入った。
1973年にはキソジで阪神4歳牝馬特別をニットウチドリ・キシュウローレルに次ぐ4着とし、桜花賞では18頭中11番人気ながら再びニットウチドリ・キシュウローレルに次ぐ3着に入った。タマツバキ記念・ロックーンで自身最後の重賞勝利を飾るなど、3年ぶり最後の2桁で20勝台となる21勝をマーク。
1975年9月20日の阪神第1競走3歳未勝利・ロックシャインが最後の勝利となり、阪神大賞典・ミリオンパラ（12頭中8着）を最後に現役を引退。
引退後は松元省一厩舎の調教助手となり、トウカイテイオーを担当 。
トウカイテイオーが敗れた1992年の天皇賞（秋）では勝ったレッツゴーターキンの鎌田祐一調教助手と一緒に関係者席で観戦し、直線ラスト200mで先頭に立った時は立ち上がって叫んだが、レッツゴーターキンが先頭に飛び込んでくると、訳も分からずゴールシーンを眺めていた鎌田の横で肩を落とした。

## 騎手成績
| 通算成績 | 1着 | 2着 | 3着 | 4着以下 | 出走回数 | 勝率 | 連対率 |
| -------- | --- | --- | --- | ------- | -------- | ---- | ------ |
| 計       | 197 | 228 | 244 | 1523    | 2192     | .089 | .218   |

主な騎乗馬
- ワカシオ（1967年阪神牝馬特別）
- サンサード（1969年タマツバキ記念・読売カップ (秋)）
- シンコウダービー（1970年読売カップ (春)）
- ロックーン（1973年タマツバキ記念）